# Maurice Utrillo

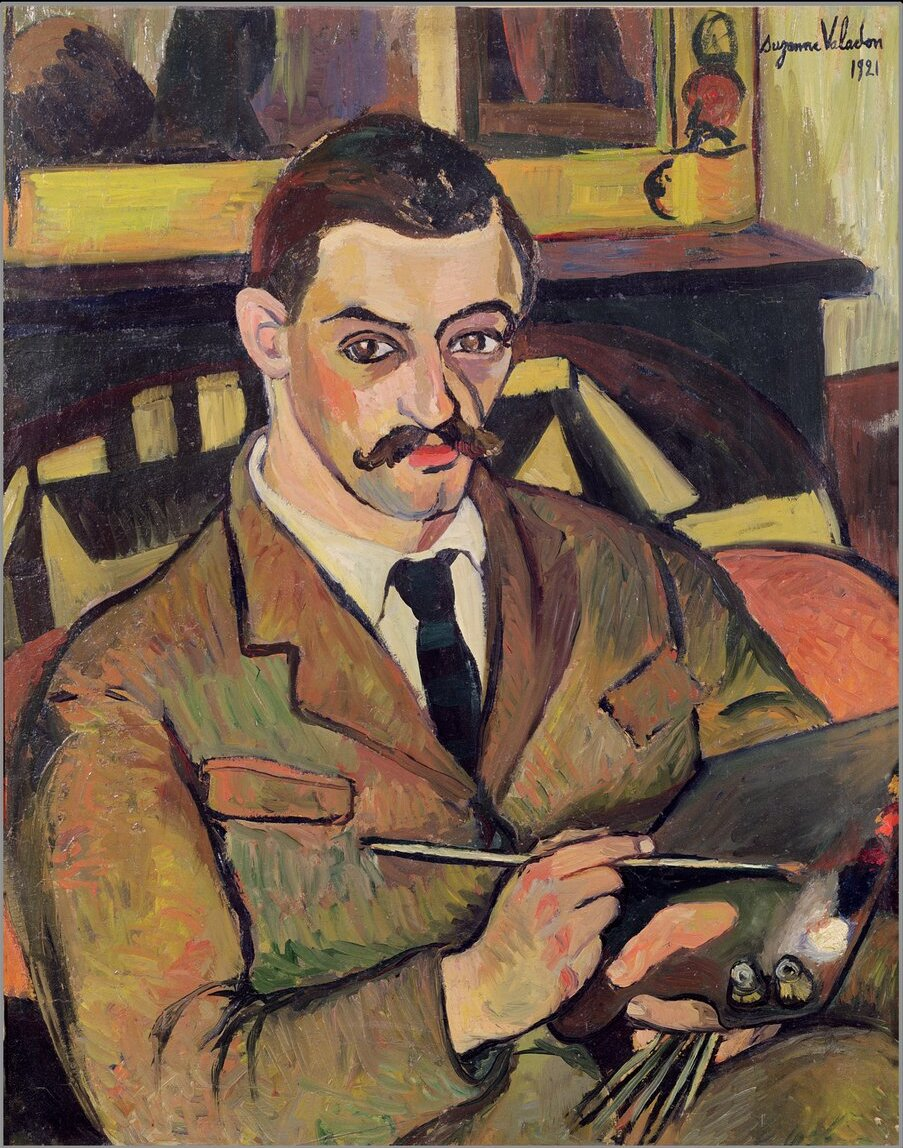
Maurice Utrillo, portret executat de mama sa, Suzanne Valadon, în anul 1921, în prezent în Muzeul Utrillo-Valadon, Sannois

Maurice Utrillo (n. 26 decembrie 1883, Montmartre, Île-de-France, Franța – d. 5 noiembrie 1955, Dax, Aquitaine, Franța) a fost un pictor francez, fiu al pictoriței Suzanne Valadon.

## Viața și opera
Maurice Utrillo s-a născut în ziua de 26 decembrie 1883 la Paris, în cartierul Montmartre, fiu al pictoriței Suzanne Valadon (cu nume adevărat: Marie-Clémentine Valade), tatăl fiind necunoscut. În 1891, Miguel Utrillo y Morlius, pictor și critic de artă catalan, îl recunoaște drept fiu al său, îi acordă paternitatea și numele, deși - cu mare probabilitate - nu a fost cu adevărat tatăl său.
Maurice își petrece copilăria la bunica lui, Villa Auchat, la Pierrefitte-sur-Seine (azi, Seine-Saint-Denis). Încă din tinerețe începe să abuzeze de băuturi alcoolice. La vârsta de 18 ani este internat în spitalul Sainte-Anne din Paris pentru o cură de dezintoxicare. Începe să picteze primele tablouri, încurajat de mama sa. Revenit la Pierrefitte, realizează tablourile Café „Le Chat sans Queue” și La Guinguette. În 1909, galeristul Louis Libaude îi cumpără tablouri cu peisaje din Montmartre, Pierrefitte și Montmagny. Se împrietenește cu pictorul Alphonse Quizet, pictează cu regularitate și, începând cu anul 1910, reușește să se întrețină din vânzarea propriilor tablouri.
Victimă a repetatelor abuzuri de alcool, este condamnat în 1911 de un tribunal corecțional pentru atentat la pudoare. În anii următori, 1912, 1913 și 1914 este internat în repetate rânduri în clinica doctorului Revertégat din Sannois. Între 9 și 26 decembrie 1914 este internat în clinica psihiatrică a spitalului Sainte-Anne, după repetate acte de agresiune, apoi - până pe 18 ianuarie 1915 - în ospiciul din Villejuif, în urma unei tentative de sinucidere. Medicii pun diagnosticul de „degenerescență mentală pe fond de alcoolism cronic”. În tot acest timp continuă să picteze, în tablourile sale predominând formele și tonurile albe („période blanche”).
Între anii 1915 și 1921, suferă numeroase recidive de abuz alcoolic și este internat în diverse clinici sau ospicii: Sainte-Anne și Villejuif (1916), clinica doctorului Vicq din Aulnay-sur-Bois (1918), azilul doctorului Rivault d'Allonnes din rue de Picpus (1919 și 1920), spitalul Sainte-Anne (1920 și 1921). În 1921 petrece un concediu la țară, într-o localitate din apropierea orașului Lyon. Tablourile sale sunt tot mai apreciate, predomină tonalitățile vii multicolore („période colorée”).
În 1926, Serghei Diaghilev îi comandă decorul și costumele pentru baletul „Baraban”, iar douăzeci de ani mai târziu va realiza decorul pentru opera „Louise” de Gustave Charpentier.
În anul 1923, prietenul său, André Utter, cumpără castelul Saint-Bernard, în apropiere de Lyon, unde îi oferă găzduire. Maurice Utrillo va locui acolo timp de zece ani. Începe o legătură cu Lucie Valore-Pauwels, cu care se va căsători în 1935. Împreună se stabilesc la Vésinet. Lucie va juca un rol important în viața lui Maurice Utrillo, îl supraveghează să nu recadă în alcoolism, îi încurajează activitatea artistică și îi gestionează situația financiară haotică. În 1929, guvernul francez îi acordă Crucea Legiunii de Onoare pentru meritele sale artistice.
În ultimii ani duce o viață austeră, continuând să picteze mult, dar cu mai puțină strălucire, reputația lui în continuă creștere fiind asigurată de expoziții retrospective (1950: Expoziție personală la Bienala de la Veneția) cu lucrări realizate mai demult. Maurice Utrillo moare pe 5 noiembrie 1955 în Dax, localitate balneară unde se găsea împreună cu Lucie. Este înmormântat în cimitirul Saint-Vincent din Montmartre.

### Caracteristicile operei artistice
În pictura lui Maurice Utrillo se disting trei perioade:
- perioada Montmagny (1904-1910)
- perioada albă (1910-1914)
- perioada multicoloră (1922-1955)

Maurice Utrillo a pictat mai ales peisaje citadine, în care apar grupuri de case, străzi, colțuri din diverse localități, în special vederi din cartierul Montmartre. Stilul său este dificil de definit și nu poate fi încadrat într-unul din curentele artistice. După o serie de opere marcate de impresionism („perioada Montmagny”), peisajele urbane realizate între 1910 și 1914 se caracterizează de o paletă dominată de o gamă de nuanțe în jurul albului („perioada albă”). Artistul realizează peisaje în care volumele clădirilor (case, biserici etc.) sunt tratate în suprafețe ample, monocrome, de cele mai multe ori albe, luminoase (Casa lui Hector Berlioz, 1910; Biserica Notre-Dame de Clignancourt, 1913 etc.). Treptat, gama cromatică se îmbogățește, culorile sunt pline de prospețime, de acuitate senzorială. Se vorbește despre o „perioadă multicoloră”, care este situată după anul 1922.
Între 6 martie și 15 septembrie 2009 a avut loc la Pinacothèque de Paris expoziția „Valadon-Utrillo: De l'impressionnisme à l'École de Paris”.

## Muzeul Utrillo-Valadon din Sannois
Deschis în 1995, în muzeul din Sannois sunt expuse cca. 40 de tablouri realizate de Suzanne Valadon și de Maurice Utrillo; muzeul are un centru de documentare și o bibliotecă gestionată de Asociația „Maurice Utrillo”, creată în 1963 de văduva artistului.